# Andrzej Golejewski
Andrzej Golejewski (ur. 11 listopada 1952 w Żołędnicy) – polski aktor.

## Życiorys
Absolwent Technikum Leśnego, następnie PWST w Warszawie (1976). Aktor teatrów: Teatru na Woli w Warszawie (1976-1986) i Teatru im. Juliusza Osterwy w Lublinie (1988-1990, 1997-2013).
Aktor choruje na psychozę depresyjno-maniakalną, która powoduje problemy w pracy zawodowej.

## Filmografia
- 1975: Moja wojna, moja miłość – kolega Marka
- 1977: Znak orła (odc. 9, 11-14)
- 1979: ... cóżeś ty za pani ...
- 1979-1981: Przyjaciele − Piotr Pierzchała
- 1981: Stacja – milicjant
- 1982: Wyjście awaryjne − Bronek, narzeczony Doroty
- 1982-1997: Dom – Gienek Popiołek
- 1983: Na straży swej stać będę – wikary Wyględa
- 1984: Trzy młyny − Andrzej, mąż Stefy (odc. 3)
- 1987: Sami dla siebie
- 1989: Modrzejewska − aktor
- 2001: Tam i z powrotem − magazynier
- 2003: Zmruż oczy – stolarz
- 2003: Zaginiona − dzielnicowy
- 2004: Glina − lekarz policyjny (odc. 9)
- 2004: Wszystko co nasze...
- 2005: Motór
- 2007: Braciszek
- 2008: Ojciec Mateusz